# معبد اقصر

تصویری سراسرنما از باقی‌مانده معبد و نیایش‌گاه اقصر.

معبد اقصر (به عربی: معبد الأقصر) نام معبد و نیایش‌گاهی باستانی در کشور مصر است که در کرانه شرقی رود نیل و در وسط شهر تاریخی اقصر واقع شده است. این معبد توسط دو تن از مشهورترین فراعنه مصر به نام‌های آمنهوتپ سوم و رامسس بزرگ برای آمون (خدای خدایان) ساخته شده بود.
قدمت تاریخی معبد اقصر به بیش از ۴۰۰۰ سال پیش باز می‌گردد.